# Fagraea tacapala
Fagraea tacapala är en gentianaväxtart. Fagraea tacapala ingår i släktet Fagraea och familjen gentianaväxter.

## Underarter
Arten delas in i följande underarter:
- F. t. ceramensis
- F. t. tacapala